# هاري دبليو. فرانتز
هاري دبليو. فرانتز (بالإنجليزية: Harry Frantz)‏ هو صحفي أمريكي، ولد في 5 نوفمبر 1891 في سير غردو في الولايات المتحدة، وتوفي في 26 أبريل 1982 في إثاكا في الولايات المتحدة.